# Aleksandr Koržakov
Aleksandr Vasil'evič Koržakov (in russo  Александр Васильевич Коржаков?; Mosca, 31 gennaio 1950) è un agente segreto sovietico e, dal 1991, russo.  È un ex generale russo del KGB che è stato guardia del corpo, confidente e consigliere di Boris El'cin per undici anni. È stato capo del Servizio di sicurezza presidenziale (PSB) dal 1991 al 1996, deputato della Duma di Stato dal 2007 al 2011 e tenente generale in pensione. Il 19 agosto 1991, Koržakov si trovava accanto al suo capo in cima a un carro armato durante lo storico discorso di El'cin.
Koržakov è stato ampiamente criticato per aver interferito negli affari del governo quando era capo del Servizio di sicurezza presidenziale. Nel 1996, fu licenziato dopo aver perso una lotta di potere con il Primo Ministro. Si è poi candidato con successo per un seggio alla Duma di Stato, dove ha ricevuto l'immunità dall'accusa. Nel 1997, Koržakov pubblicò una biografia basata sulla sua esperienza ai vertici della politica russa. Nella biografia sostiene che lui e il servizio di sicurezza "hanno governato il paese per tre anni".

## Biografia
Aleksandr Koržakov è nato a Mosca da una famiglia di operai. Dopo essersi diplomato alla scuola secondaria, ha lavorato come addetto all'assemblaggio. Nel 1969-1970 prestò servizio come soldato semplice nel reggimento del Cremlino. Nel 1970-1989 ha prestato servizio nel 9° Direttorato Capo del KGB, "Protezione dei funzionari superiori del partito e del governo". Come funzionario del KGB, divenne membro del Partito Comunista nel 1971, essendo membro dell'ufficio delle suddivisioni del Partito e membro del comitato del Komsomol per la 9ª amministrazione.
Nel 1978 fu trasferito in una suddivisione del KGB, che si occupava di protezione personale. Nel 1980 si è laureato "per corrispondenza" presso un istituto di legge di Mosca (russo: Всесоюзный юридический заочный институт Moskovskij Juridičeskij Institut, Zaočnyj fakultet). Dopo il servizio in Afghanistan nel 1981-1982, è stato una delle guardie del corpo personali del Segretario Generale Yuri Andropov nel 1983-1984. Nel 1985 divenne una delle tre guardie del corpo personali di Boris El'cin, che all'epoca era il leader dell'organizzazione del Partito Comunista a Mosca. Quando, nel 1987, El'cin fu rimosso dalla sua posizione di partito, Koržakov mantenne l'amicizia e nel 1989 si ritirò dal KGB per il suo sostegno a El'cin (ufficialmente, Koržakov fu congedato dal KGB per "motivi di salute ed età"). Dopo il suo pensionamento divenne una guardia privata del corpo di El'cin, anche se ufficialmente lavorava come capo della sicurezza di una cooperativa chiamata "Plastic".
Nel 1989, Korzhakov ha comunicato le sue dimissioni dal Partito Comunista ed è stato successivamente espulso per "mancato pagamento delle quote del partito". 
Dopo l'incidente del 28 settembre 1989, quando Boris El'cin cadde da un ponte, Koržakov istituì un'unità di ex agenti del KGB per proteggere El'cin. Dopo l'elezione di El'cin nel giugno 1991 a presidente della RSFSR, Koržakov divenne il capo del servizio di sicurezza di El'cin, che fu successivamente trasformato nel servizio di sicurezza presidenziale quando l'Unione Sovietica fu sciolta. Fu responsabile della protezione di El'cin durante il tentativo di colpo di stato di agosto nel 1991 e il 4 ottobre 1993, quando il Cremlino fu preso d'assalto.